# Réservoir aux Outardes 3
Réservoir aux Outardes 3 är en sjö i Kanada.   Den ligger i provinsen Québec, i den östra delen av landet, 700 km nordost om huvudstaden Ottawa. Réservoir aux Outardes 3 ligger 203 meter över havet. Arean är 200 kvadratkilometer. Den sträcker sig 78,8 kilometer i nord-sydlig riktning, och 16,4 kilometer i öst-västlig riktning.
Trakten runt Réservoir aux Outardes 3 är nära nog obefolkad, med mindre än två invånare per kvadratkilometer.